# Kjøbenhavns Skøjteløberforening
Kjøbenhavns Skøjteløberforening eller KSF, er den ældste skøjteklub i landet og desuden en af Danmarks ældste sportsklubber overhovedet. KSF blev stiftet den 4. februar 1869 og havde sin første sæson i 1870. Københavns Magistrat havde givet tilladelse til brug af Sortedamssøen og her åbnede man en bane der var 400 alen lang og 100 alen bred.
To år efter stiftelsen kunne klubben notere sig en medlemsskare på ikke færre end 2.915 medlemmer. Klubbens første konkurrence blev ifølge Dagens Nyheder afholdt i 1871. I 1886 ændrede man banes beliggenhed fra Sortedamssøen til Peblingesøen.
Klubben lod Søpavillonen opføre i 1894 ved arkitekt Vilhelm Dahlerup til en pris i datidens mønt af ca. 70.000 kr. Søpavillonen blev solgt i 1965.
Bandy blev spillet i Danmark fra 1895 til 1924 og Kjøbenhavns Skøjteløberforening var den dominerende klub.
1960 flyttede klubben til nye rammer på Østerbro, og Søpavillonen blev solgt til restauratør Oscar Davidsen i 1965.
Efter at have ligget i toppen af dansk ishockey med ti danmarksmesterskaber – i perioden fra 1956 til 1976 – har klubbens bedste hold ikke spillet i den bedste række fra midten af 1980'erne.

## Danmarksmesterskaber
Kilde: Dansk Skøjte Union.
Kunstskøjteløb, solo, damer:
- 1940: Ester Kolni
- 1941: Ester Kolni
- 1942: Ester Kolni
- (1943-1945, ingen is)
- 1947: Ester Kolni
- (1949-1953, ingen is)
- 1955: Bente Palle Sørensen
- (1957-1959, ingen is)
- 1960: Ayoe Bardram
- 1961: Eva Petersen
- 1962: Eva Petersen

Kunstskøjteløb, solo, herrer:
- 1909: H. Meincke
- 1912: H. Meincke
- 1917: Holger Thiel
- (1918-1921, ingen is)
- 1922: Peter Sørensen
- (1923, ingen is)
- 1924: Peter Sørensen
- (1925-1928, ingen is)
- 1929: Peter Sørensen

Parløb:
- 1946: Grethe Fisher/Alf Refer
- 1947: Inger Weitzmann/Alf Refer
- (1949-1953, ingen is)
- 1955: Ayoe Bardram/Alf Refer
- 1956: Ayoe Bardram/Alf Refer
- (1957-1959, ingen is)
- 1960: Ayoe Bardram/Alf Refer
- 1961: Ayoe Bardram/Alf Refer
- 1962: Lisa Reith Nielsen/Alf Refer
- 1963: Ayoe Bardram/Alf Refer
- 1965: Ayoe Bardram/Alf Refer

Hurtigløb:
- 1909: Poul Falkenstjerne
- 1912: Hj. Friis Petersen
- (1918-1921) og (1923 ingen is)
- 1924: Allan Heilmann
- (1925-1928 ingen is)
- 1929: Allan Heilmann
- (1930-1939, ingen is)
- 1941: Erik Hviid
- 1942: Erik Hviid
- (1943-1945, ingen is)
- 1946: Niel Heilmann
- 1947: Niel Heilmann
- 1948: Niel Heilmann
- (1949-1953, ingen is)
- 1954: Kurt Stille
- 1955: Kjeld Westergaard
- 1956: Kurt Stille

Bortset fra 1917 og 1922, har der kun været danske hurtigløbsmestre fra KSF.
500 meter baglæns løb: (kun afholdt 1912-1929 og hvis is-vinter)
- 1917: Hj. Friis Petersen
- (1918-1921, ingen is)
- 1922: Svend Palle Sørensen
- (1923, ingen is)
- 1924: Svend Palle Sørensen
- (1925-1928, ingen is)
- 1929: H. E. K. Amming